# بحيرة 23 يوليو
بحيرة 23 يوليو أو بحيرة بنغازي هي البحيرة الواقعة في وسط مدينة بنغازي وهي من أبرز معالم المدينة وتربطها بالبحر المتوسط قناة صغيرة مع ميناء بنغازي يبلغ عرضها 120 مترا، يمرفوقها كوبري جليانة الذي يصل بين بنغازي المدينة وجليانة.
تبلغ مساحة البحيرة مائة هكتار في حين أن عمقها يصل في حده الأقصى إلى 5 أمتار بينما يصل أدنى عمق لها إلى 2.5 متر تقريباً.
توجد حولها حديقة أو متنزه 23 يوليو إضافة إلى مجمع المدينة الرياضية ببنغازي والذي يشمل ملعب 28 مارس ومجمع سليمان الضراط، كما تطل عليها منطقة ساحة العيد الذهبي ونادي الفروسية وبالقرب توجد مستشفى 7 أكتوبر.
ويطل على البحيرة فندقين من أكبر فنادق المدينة هما فندق أوزو ومجمع تيبستي السياحي وبناية جمعية الدعوة الإسلامية التجاري ونصب شهداء معركة جليانة.

كانت البحيرة مركزا للسباقات البحرية والسباحة وموقعا لتجمع هواة الصيد لانتشار أنواع مختلفة من الأسماك بها، إلا أنها ومنذ أواسط التسعينيات تعاني من مشكلة ناتجة عن تعطل في بعض شبكات الصرف الصحي، ما أدى لتسربها إليها وتلويثها وشاطئ البحر بحيث لم يعد يعيش بها حاليا من الأسماك سوى نوعين من التي تعيش على المخلفات العضوية. وفي نوفمبر 2008 خلصت ندوة علمية حول البحيرة إلى ضرورة الاهتمام بها وتبني الخطط البحثية الجهود من أجل معالجتها وإصحاحها، كما طالبت بإصدار قوانين تجرم أي عمل يلوث هذه البحيرة.

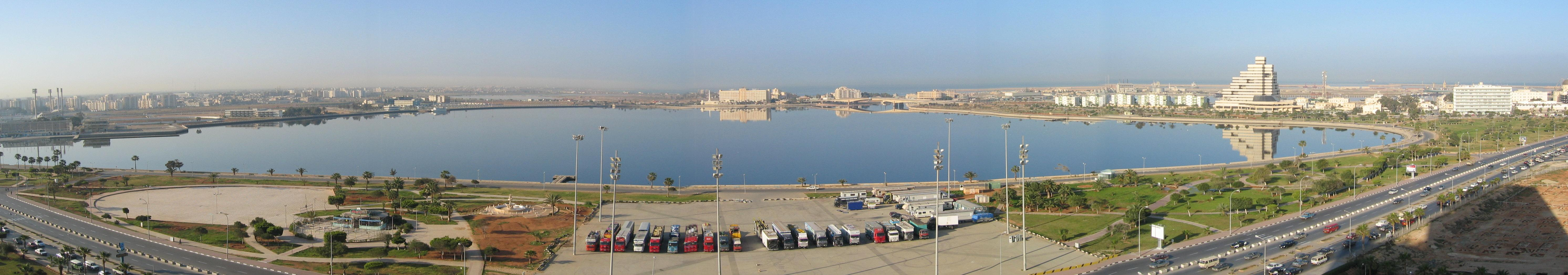
صورة بانورامية لبحيرة 23 يوليو